# Eressa naclioides
Eressa naclioides là một loài bướm đêm thuộc phân họ Arctiinae, họ Erebidae.